# Castello di Aymavilles
Il castello di Aymavilles è un maniero situato nel comune omonimo della media valle valdostana. 
La sua pianta originaria risale al XIII secolo, sebbene lo stato attuale si discosti notevolmente da essa. La struttura è ubicata su una collina morenica che degrada verso il punto di confluenza tra la Dora Baltea e la Grand Eyvia, circondata soprattutto da vigneti. È caratterizzata da una pianta quadrangolare con agli angoli quattro torri cilindriche dotate di merli e beccatelli, aspetto assunto da quando ha completamente perso la sua funzione difensiva a partire dal 1728 per divenire più simile nelle forme ad un maniero residenziale. 
Dal 2022, a seguito della mutazione della sua funzione in polo museale, oltre alla propria parte storica, ospita alcune collezioni risalenti all'Ottocento e parte della collezione dell'Académie Saint-Anselme.

## Storia

### Le origini (XIII secolo)

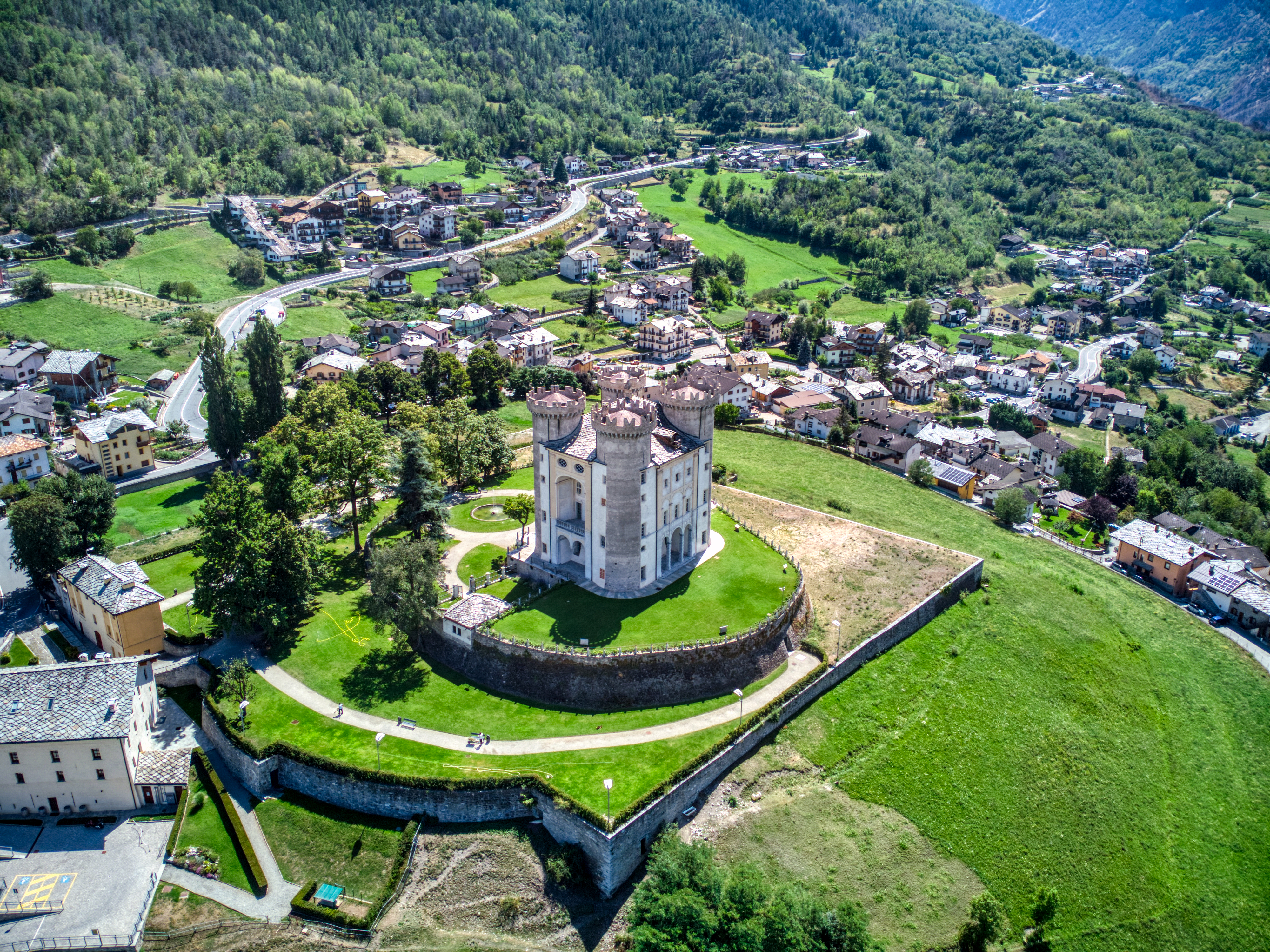
Il castello e il borgo di Aymavilles in una foto aerea del 2023

Il castello è stato costruito su una collina morenica, in una posizione strategica sia per controllare il passaggio nella valle centrale dove si sviluppava la via delle Gallie che collegava Mediolanum (l'attuale Milano) a Lugdunum (oggi Lione), sia per sorvegliare l'accesso alla val di Cogne, nella cui direzione si trova l'antica cava sfruttata per l'estrazione di marmo bardiglio.
Le originarie tracce dell'edificio sono attestate al 1287. Questo antico ed originario fabbricato risultava profondamente diverso dalle forme attuali in quanto più somigliante a una casaforte, le cui forme possono essere rintracciate in come appaiono oggi il castello di Écours a La Salle o il castello di La Mothe ad Arvier.
La struttura era inoltre dotata di un muro di cinta per raccogliere e proteggere la popolazione in caso di pericolo, sul modello dei castelli di Cly e di Graines.

### Il periodo degli Challant (1354-1804)

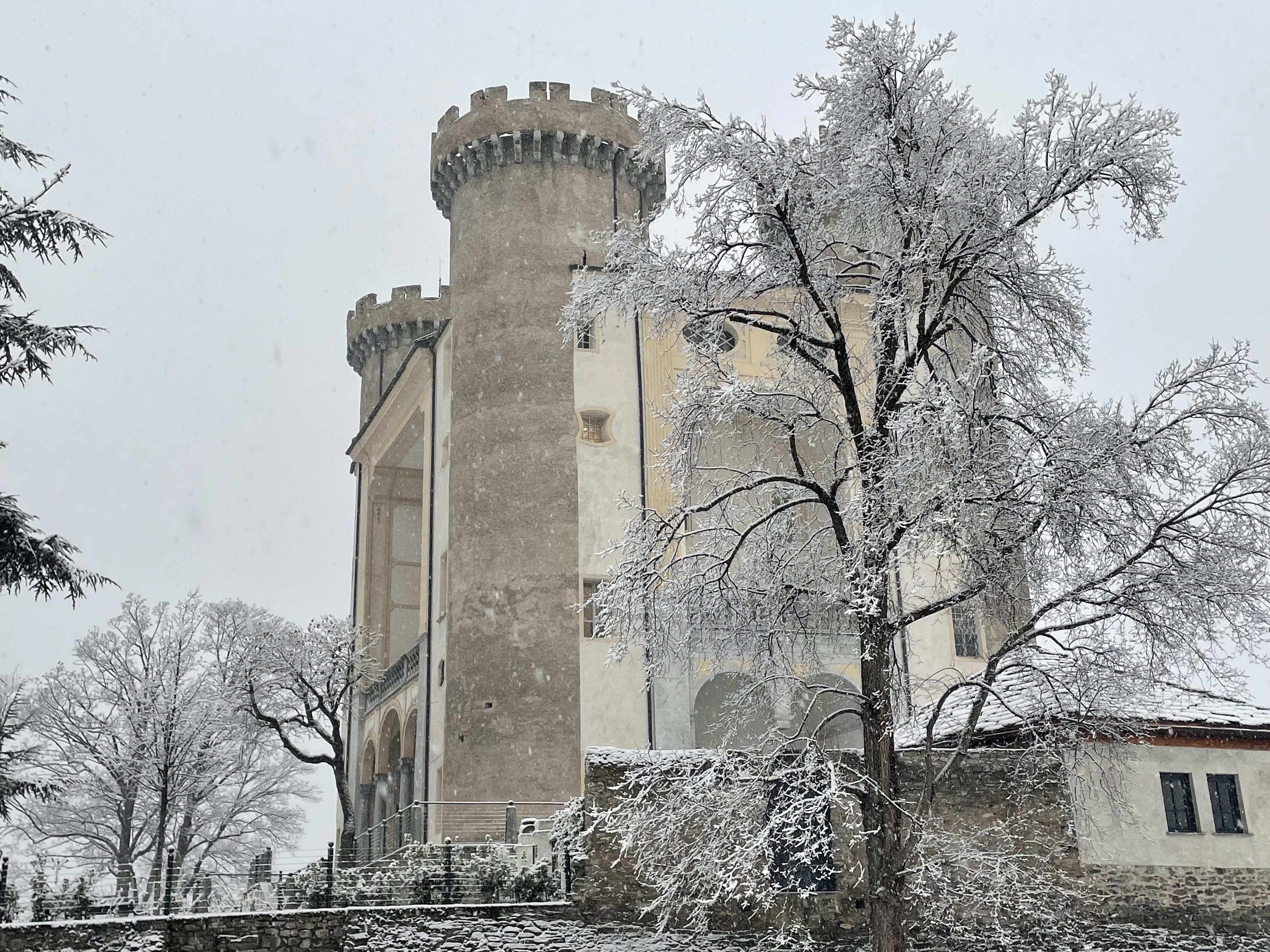
Il castello in inverno

Nel 1354, i conti di Savoia affidarono il castello a un ramo della famiglia Challant, che a tal proposito verrà denominata in seguito 'Challant-Aymavilles'. Venne aggiunto un piano e, allargato verso ovest, il dongione. Aimone di Challant ordinò la costruzione di un secondo muro di cinta, di un fossato e di un ponte levatoio.

Ricostruzione della sezione trasversale del castello alla fine del XIV secolo (Carlo Nigra).

All'inizio del Quattrocento, per volere di Amedeo di Challant, furono aggiunte le quattro torri dotate di beccatelli e merlature, delle quali due sono a motivi guelfi mentre le restanti a motivi ghibellini. Esse, leggermente diseguali nelle dimensioni, sono collegate tra loro da un sistema di gallerie e logge, e sono dotate di torrette di difesa poste sulle mura di cinta. Tali torri, mantenute nei rimaneggiamenti successivi, andranno a caratterizzare il singolare aspetto esterno del castello. Le pietre utilizzate per la costruzione sono il tufo e il bardiglio.
Nel 1728, per volere del barone Giuseppe Felice di Challant (Joseph-Félix de Challant), si decise di rimodernare il castello, trasformandolo più a scopo residenziale che difensivo: le fortificazioni esterne furono pertanto demolite e il castello, che da quel momento restò praticamente immutato fino ad oggi, divenne un maniero dotato di parco e caratterizzato da uno scalone monumentale all'ingresso e una grande fontana. Per volontà di Joseph-Félix de Challant vennero realizzare anche le logge barocche tra le torri. Tutte quest'ultime trasformazioni conformarono l'edificio allo stile rococò, allora predominante. A questo periodo risalgono anche i numerosi interventi riportati alla luce con l'ultimo restauro e dovuti all'opera di Vittorio Cherasco Oscasco di Challant, il quale optò per un abbellimento interno con velari sulle porte e decorazioni raffiugranti castelli, animali, personaggi e paesaggi, oggi visibili e restituiti allo stato originale grazie alla campagna di restauro svoltasi tra il 2013 e il 2021.
Il 18 ottobre 1804, all'età di soli sette anni, si spense nel castello di Aymavilles Maurice-Philippe de Challant-Châtillon: costui fu l'ultimo discendente maschio della famiglia Challant.

### I passaggi di proprietà nel XIX secolo

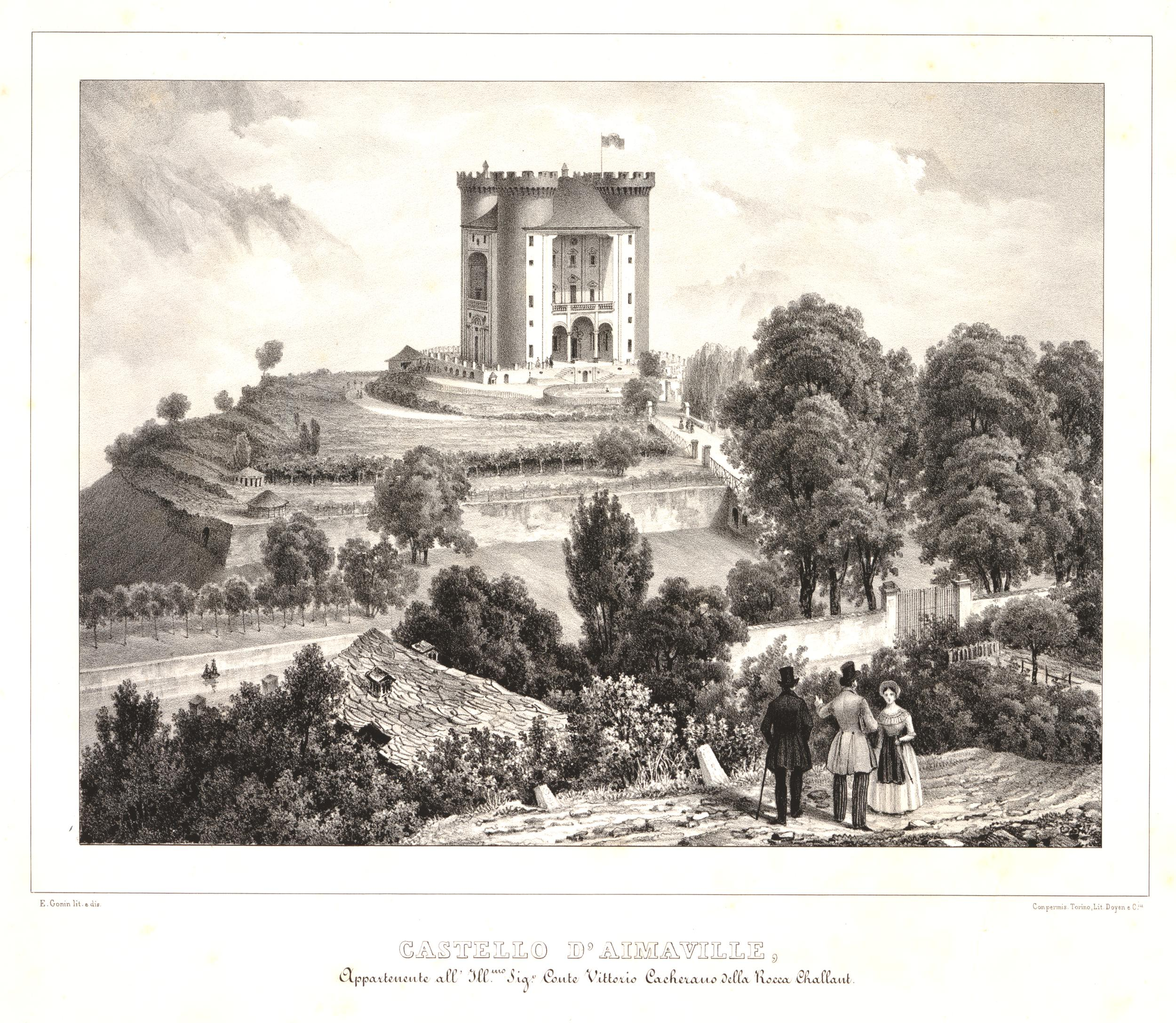
Una litografia del castello di Enrico Gonin pubblicata a metà Ottocento

A seguito di questo evento il castello cominciò a essere progressivamente venduto ad uno svariato numero di acquirenti privati. Tra i primi si ricordano il conte Clemente Asinai Verasis di Castiglione, nel 1870, a cui seguì nel 1882 il senatore Giovanni Bombrini. Risale a questo periodo il ritrovamento, nelle soffitte del castello, di due tavole rappresentanti la Madonna e l'Arcangelo Gabriele.

### Il castello come museo (dal XX secolo ad oggi)
Nel 1970 il castello fu acquistato dallo Stato che, in data imprecisata, ne cedette la proprietà all'Amministrazione Regionale. Quest'ultima si adoperò, a partire dal 2004, mediante la progettazione della serie di lavori di restauro mirati alla conservazione del sito nelle parti storiche e al contempo ad una sua riconversione d'uso come percorso museale: l'intento fu di ottenere la riapertura al pubblico, sfruttando pertanto il bene a fine turistico o come luogo di aggregazione per iniziative locali. Tali lavori tuttavia, in considerazione della loro dispendiosità e complessità, vennero costantemente rimandati nel primo decennio del 2000 ed iniziarono ufficialmente solo a maggio 2013 per concludersi nel dicembre 2021. La difficoltà principale fu costituita dal recupero dell'intero complesso architettonico, suddiviso in quattro parti: l’edificio principale (costituito dal castello vero e proprio), un edificio più piccolo e rurale (denominato in patois valdostano grandze), un altro fabbricato di servizio adibito originariamente a scuderia e il vasto parco, creato sullo sperone roccioso mediante la costruzione di diversi livelli di terrazzamenti.

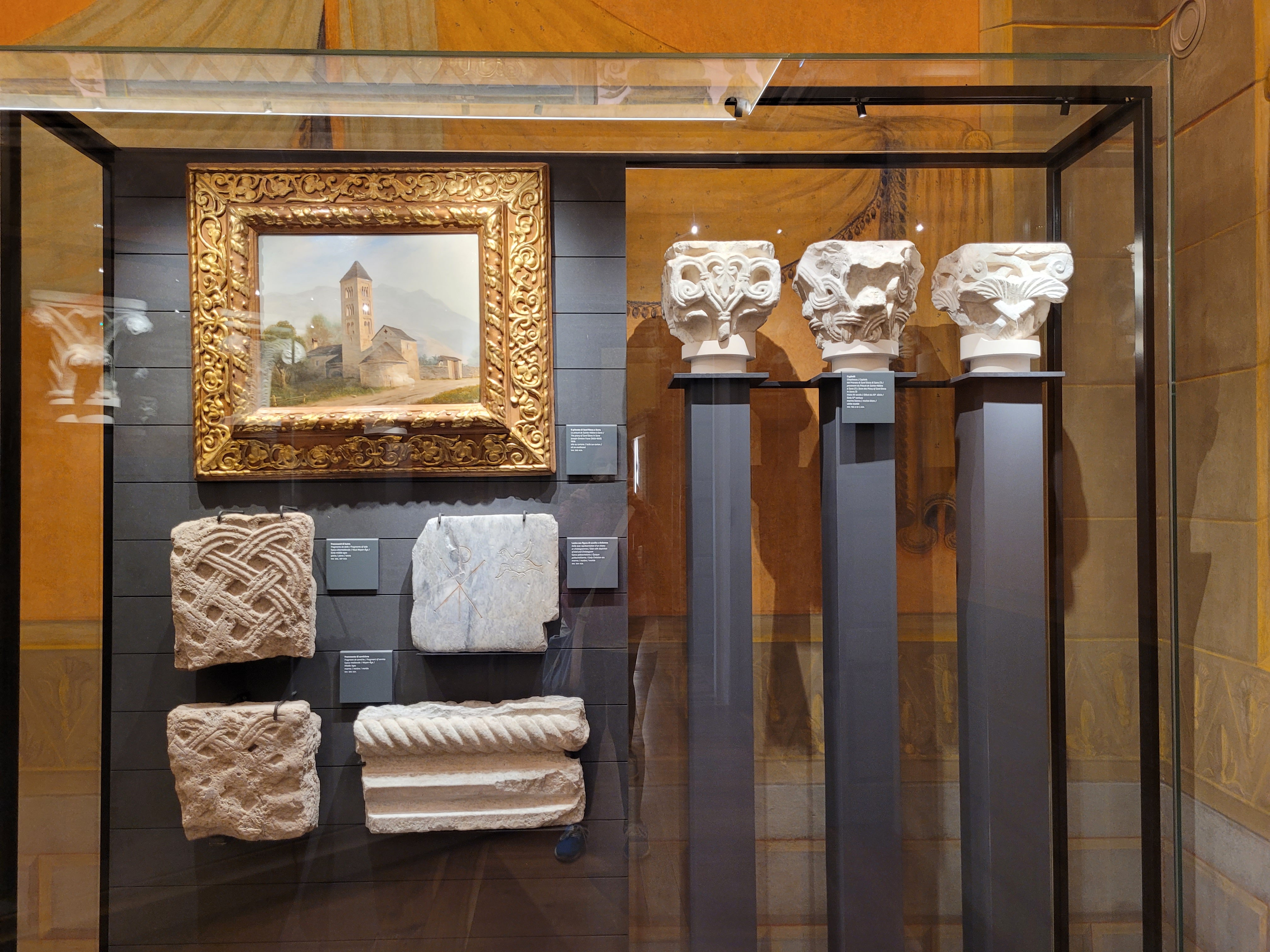
L'allestimento nel 2023

I complessi interventi hanno consentito parallelamente anche lo svolgimento delle analisi per rintracciare ed attestare le fasi archeologiche e architettoniche, specie sugli elevati e sulle decorazioni interne alla struttura, al fine di individuare l’epoca dei diversi corpi dell’edificio e, in particolare, le fasi storiche di evoluzione più antiche dello stesso. A tal proposito furono effettuate profonde ripuliture sia all'esterno, sulle pareti e alle merlature sulla sommità delle torri, dove gli agenti esogeni avevano agito maggiormente, nel corso dei decenni, sia alle parti lignee interne oltre che analisi stratigrafiche sugli intonaci decorati presenti nelle stanze, a seguito di un loro consolidamento, per comprenderne l'evoluzione e le varie fasi di creazione degli stessi.
Nel febbraio del 2018 l'assessore all'istruzione e cultura della Regione conferma la fine della porzione più consistente dei lavori di restauro e di allestimento del percorso di visita museale entro giugno dello stesso anno e la probabile riapertura del sito per la stagione turistica estiva del 2019. Ancora a settembre 2020 tale evento, tuttavia, non si è verificato, provocando un'ulteriore proroga per la riapertura. Durante il mese di marzo 2018 vengono inoltre effettuate due aperture straordinarie nelle giornate FAI di primavera. Constatato il notevole successo in numero di visitatori, viene promossa una nuova apertura del cantiere-evento nel mese di agosto dello stesso anno per un periodo più prolungato, di tre settimane, nell'ambito della manifestazione Châteaux ouverts, arrivando a superare i 15.000 visitatori. All'interno del percorso di visita, presso le sale del castello, si è riusciti a collocare stabilmente anche una parte dell'imponente collezione dell'Académie Saint-Anselme, che precedentemente risultava priva di una sede e quindi non esposta al pubblico.
Tra le opere più importanti della collezione esposte in loco si possono citare la scultura di Santa Caterina di Stefano Mossettaz.
Terminati anche gli interventi di allestimento del percorso espositivo, il castello fu aperto al pubblico in anteprima dal 22 dicembre 2021 al 9 gennaio 2022. La definitiva inaugurazione del sito museale avvenne invece il 14 maggio 2022, dopo 17 anni di lavori. L'esposizione si sviluppa su quattro livelli: partendo dalla storia delle famiglie che si sono avvicendate nel castello, si prosegue con le raccolte del collezionismo ottocentesco, i cui spazi sono condivisi con la collezione dell'Académie Saint-Anselme, per concludersi con l'esplicazione delle fasi evolutive della struttura stessa.

## Descrizione

### Il castello

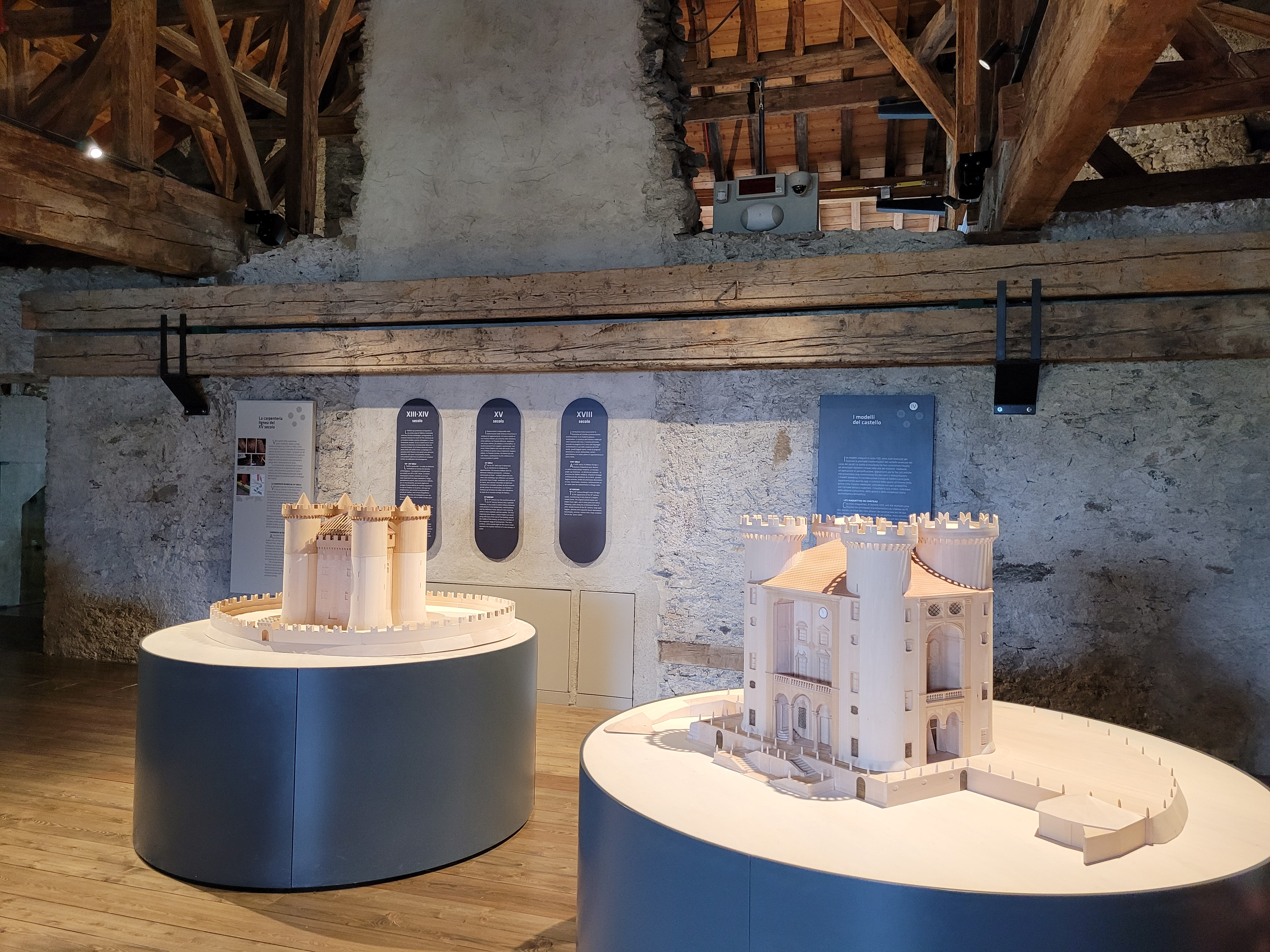
La sala al quarto piano nel 2023: si notano i modellini che mostrano le fasi evolutive del castello e, in alto, la copertura lignea del soffitto

All'interno del castello, il percorso di visita è articolato su quattro livelli.

#### Piano terra (o livello I)
Al pian terreno, dopo l'accesso al salone d'ingresso, sono presenti le sale che ripercorrono la storia del castello attraverso le casate che ne furono proprietarie fino al 1970: per questa ragione le stanze sono denominate 'Sala Challant' e 'Sala Bombrini'. È altresì possibile la visita alla veranda laterale, che consente la vista sui giardini ed il paesaggio alpino che circondano la struttura.

#### Primo piano (o livello II)
Al primo piano si è nuovamente accolti in un salone, speculare nella sua posizione a quello ubicato al piano terra. Le stanze procedono cronologicamente con le collezioni che hanno arricchito il castello, frutto della moda neoclassica e Romantica durante il XIX secolo di riscoprire il mondo classico e i luoghi esotici. Le collezioni esposte furono in gran parte raccolte da Vittorio Cacherano della Rocca Challant: ad esse sono state aggregate, per continuità nel percorso museale, quelle dall'Académie Saint-Anselme. Le sale sono nominate in base al contenuto che ospitano 'Naturalia e terre lontane', 'Aosta medioevale e lapidea', 'Monete e medaglie' e 'Oreficerie e arredi sacri'

#### Secondo piano (o livello III)
Al secondo piano, sono ospitate le stanze di Madama Giovane (da cui il nome di una camera), con cimeli personali che consentono di poter osservare alcuni squarci di quotidianità nel castello. Le restanti sale sono una continuazione delle collezioni ottocentesche che non trovano posto ai piani inferiori. Il contenuto è deducibile dai nomi delle sale: 'Armi', 'Mobili ed oggetti d'uso' e 'Tesoretto' 

#### Terzo piano (o livello IV)
Al terzo piano è presente una sala dove, grazie a tre plastici e alcuni pannelli illustrativi murali, oltre che ad alcune proiezioni video in una metà del salone, si evidenziano le fasi evolutive più significative nella storia del castello, che hanno cioè fortemente trasformato il suo aspetto esteriore. Al contempo si può ammirare il complesso sistema di capriate lignee originali che sostengono il quattrocentesco soffitto, che sovrasta la stanza e sostiene il tetto dell'intera struttura oltre che, dalle finestre, il panorama sull'intera vallata dominata dal castello.

### Le scuderie
Accanto alla struttura principale sorge un edificio di dimensioni minori, sviluppato su un solo piano, con tetto tradizionale in pietra che un tempo ospitava le stalle e risulta al 2025 ristrutturato.

### Lagrandze
L'edificio più piccolo è anche detto grandze termine traducibile in  "fattoria" dal patois valdostano. Esso ospita sin dal 2020 mostre temporanee ed eventi.

### Il parco
Il parco è sovente utilizzato anche per ospitare eventi.

## Sito di interesse comunitario

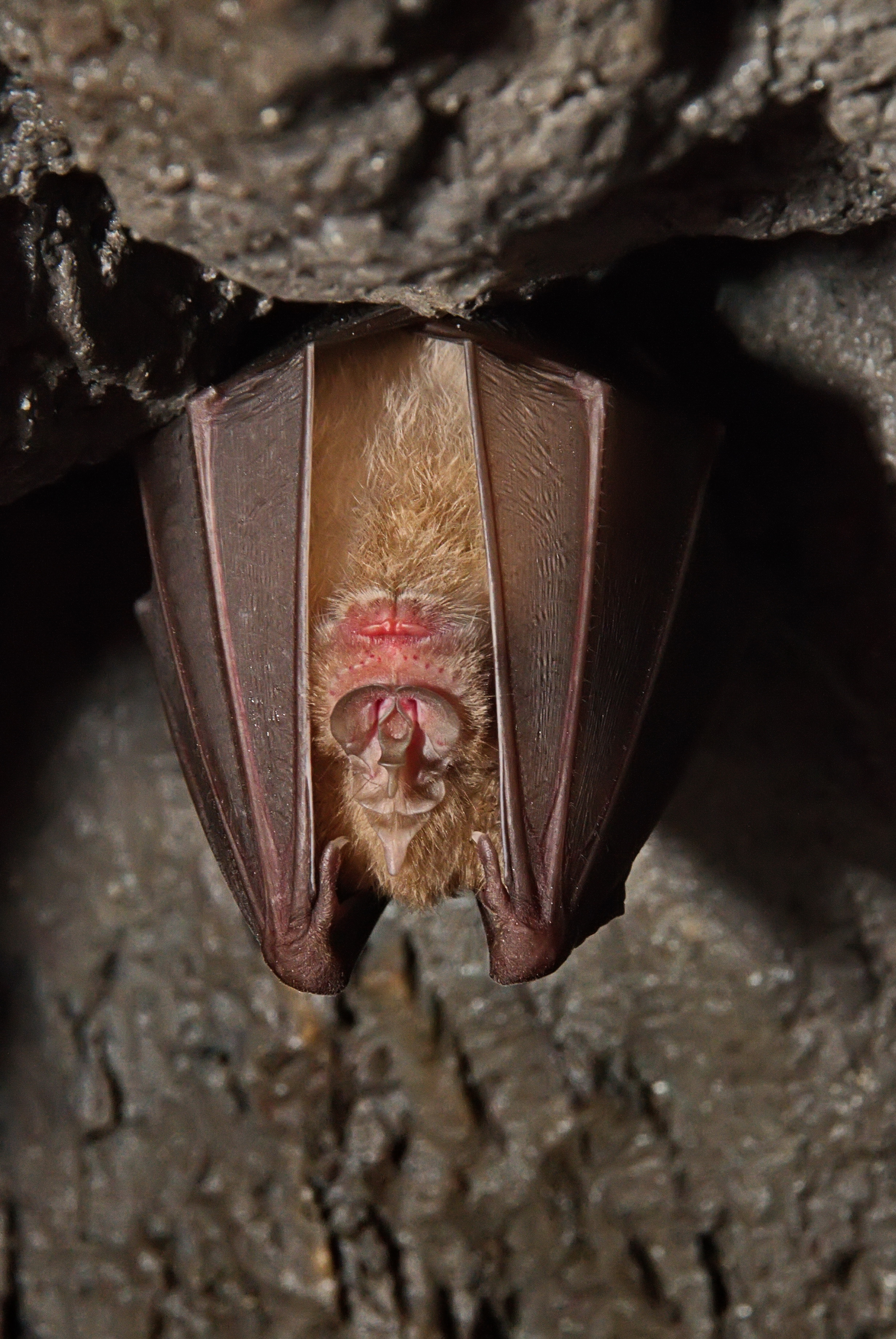
Un esemplare di Ferro di cavallo maggiore (Rhinolophus ferrumequinum), tra le specie protette del sito di interesse comunitario

Il castello e le miniere dismesse di Pompiod, che si estendono su una superficie di 1,6 ettari, sono stati riconosciuti siti di interesse comunitario con codice SIC IT1205034.

## Galleria d'immagini

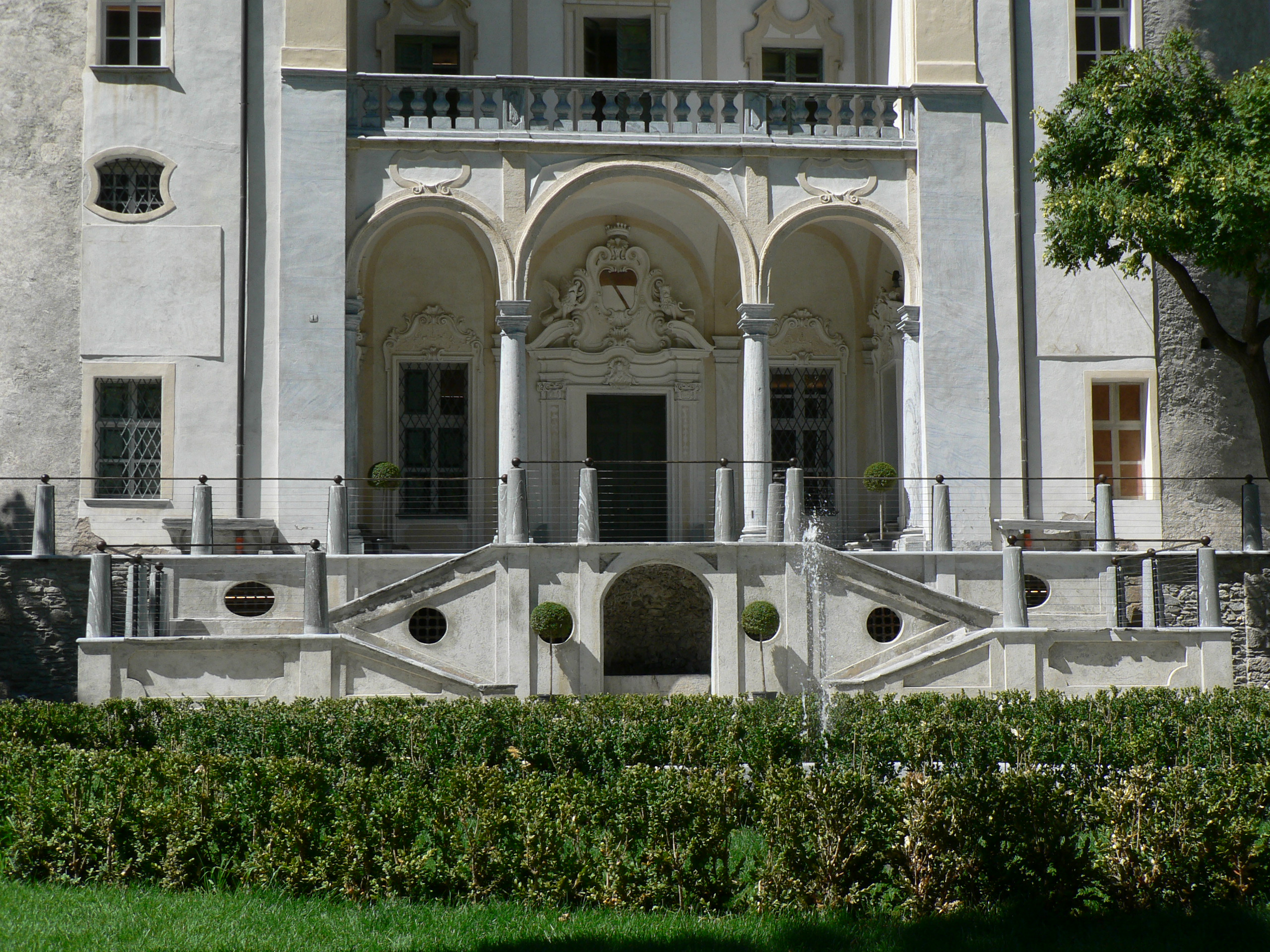
Lo scalone monumentale, tra i più scenografici rifacimenti settecentesci presenti nel castello
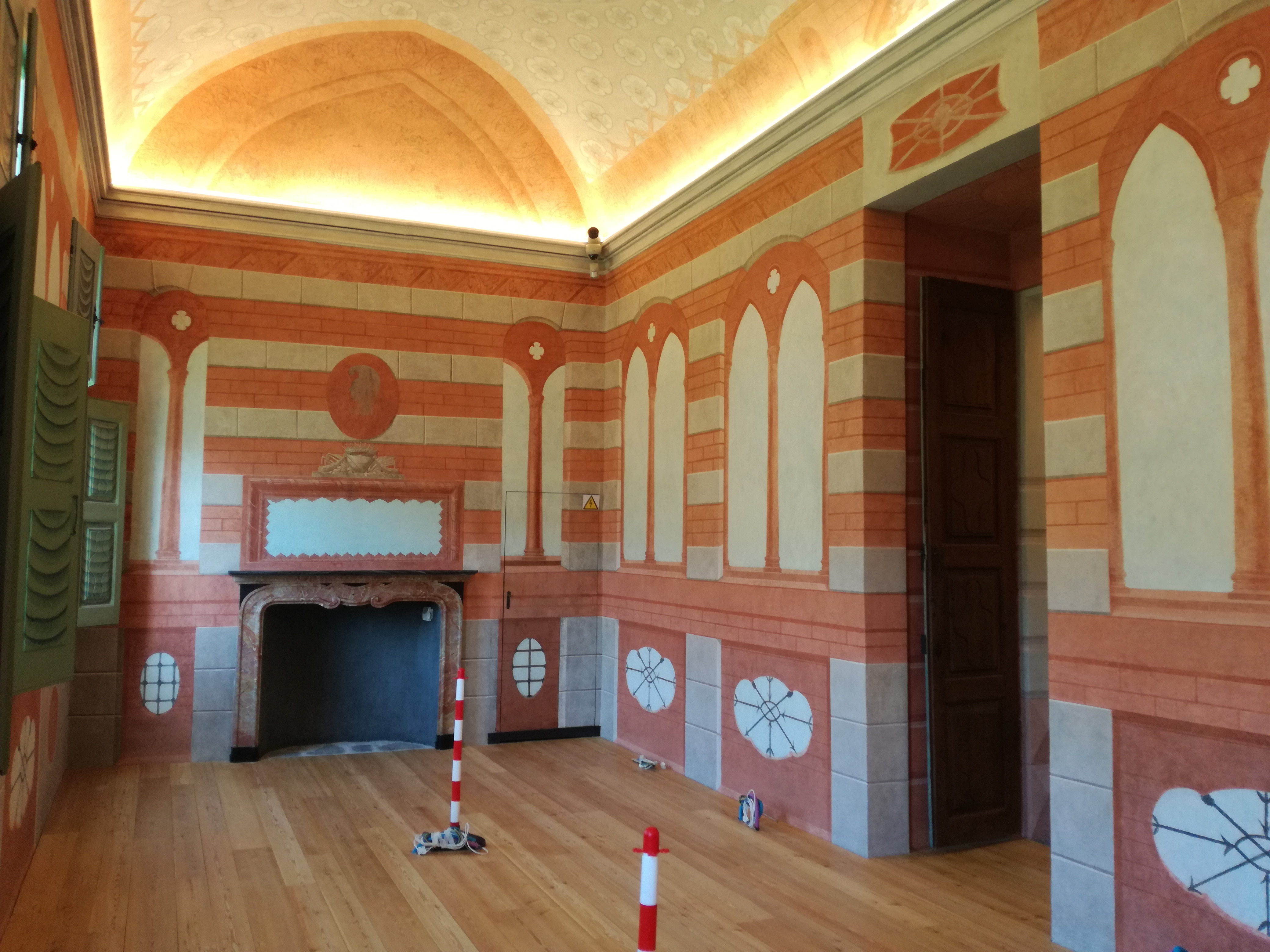
La sala degli oggetti d'arte antica nel 2018, prima dell'allestimento museale
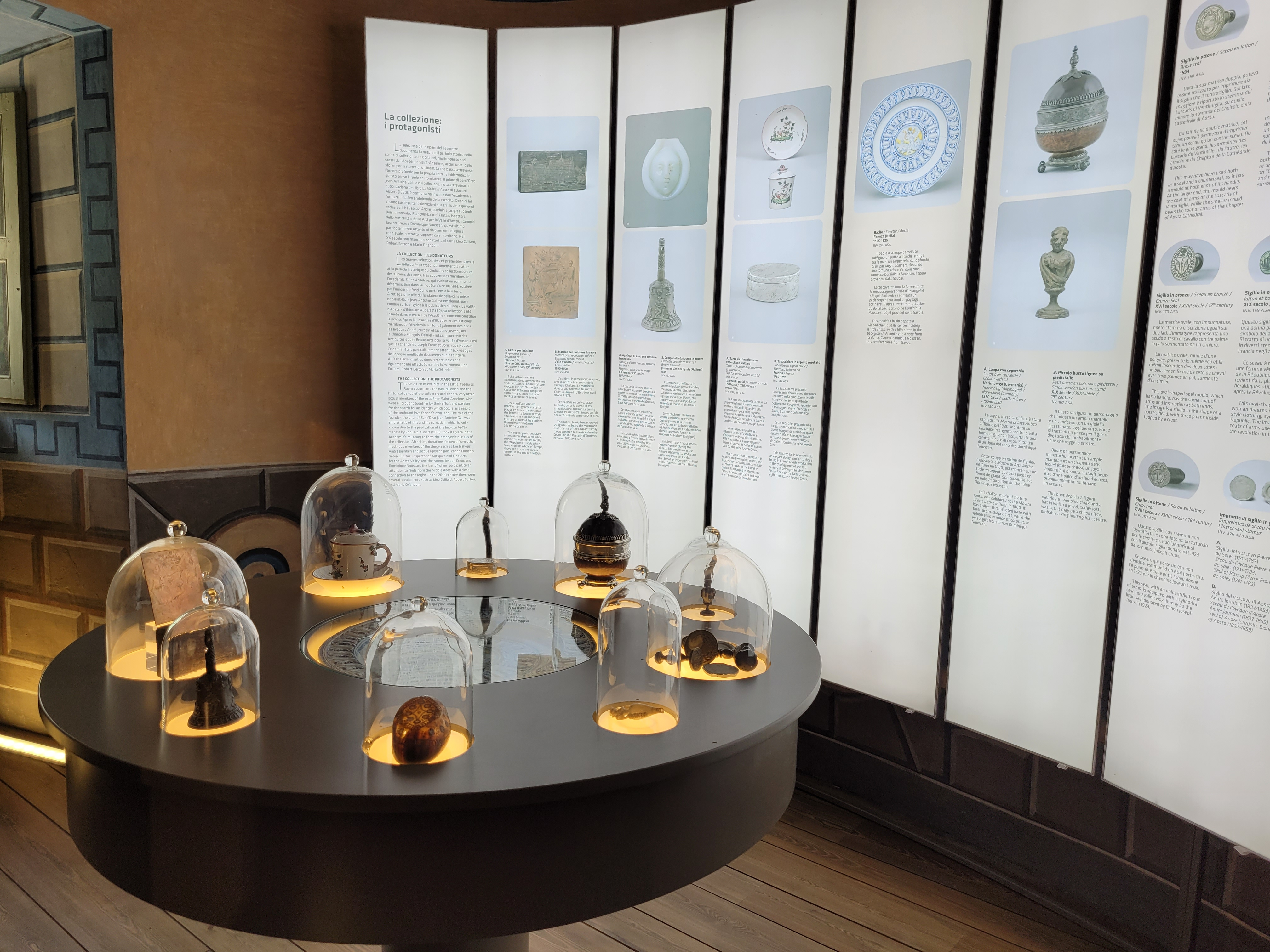
Tesori dell'Académie Saint-Anselme
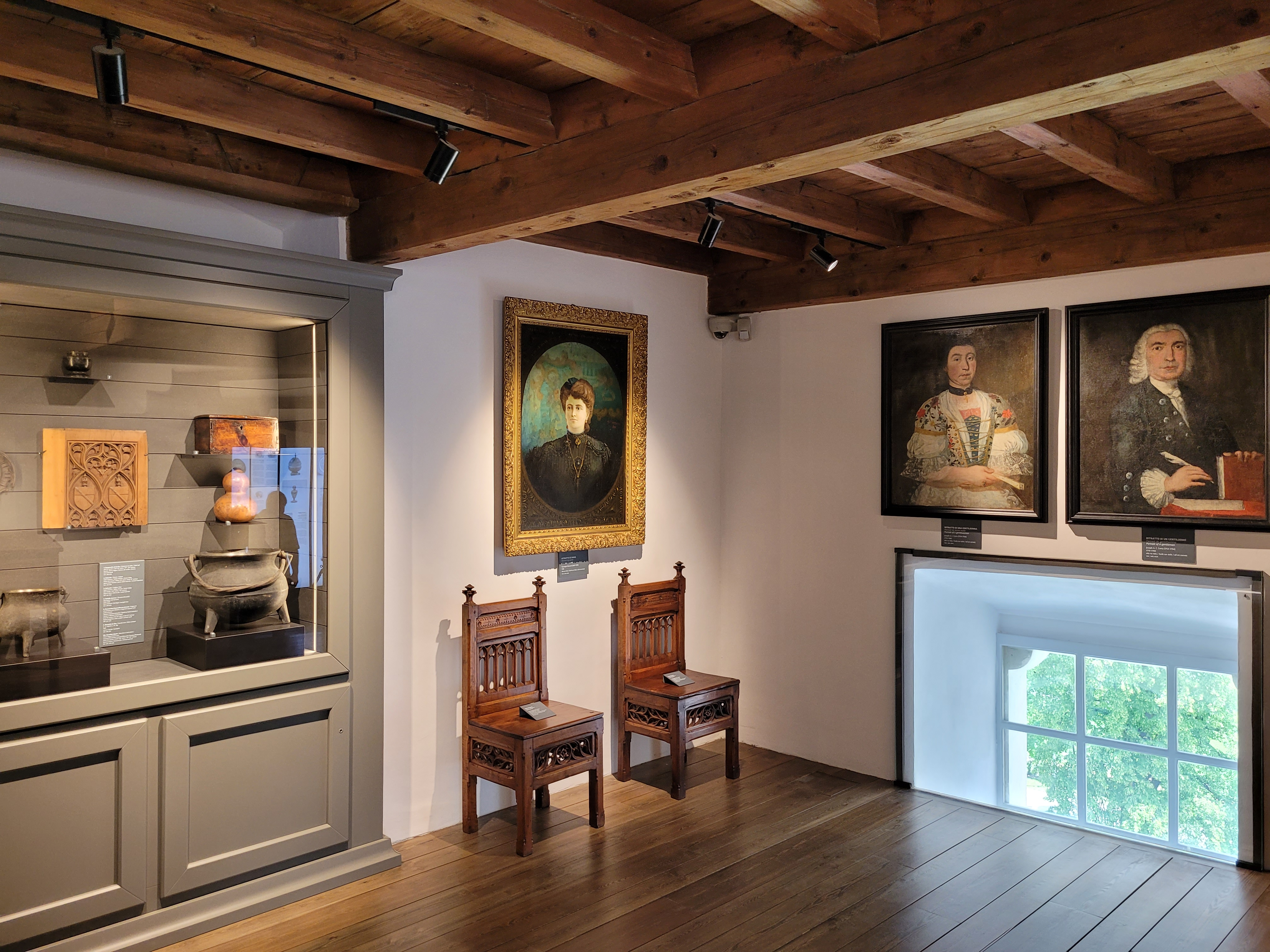
Una sala
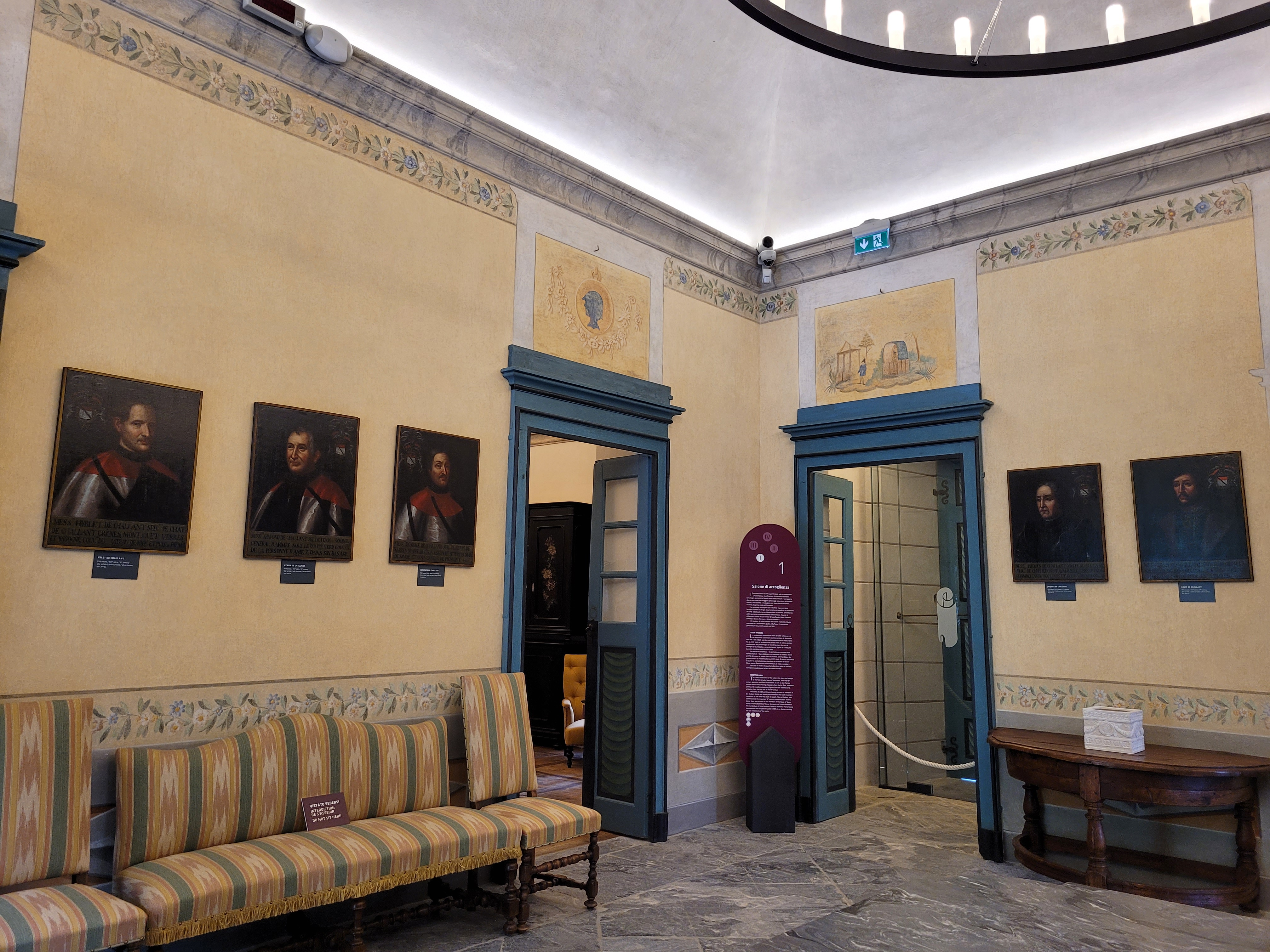
Il salone d'accoglienza
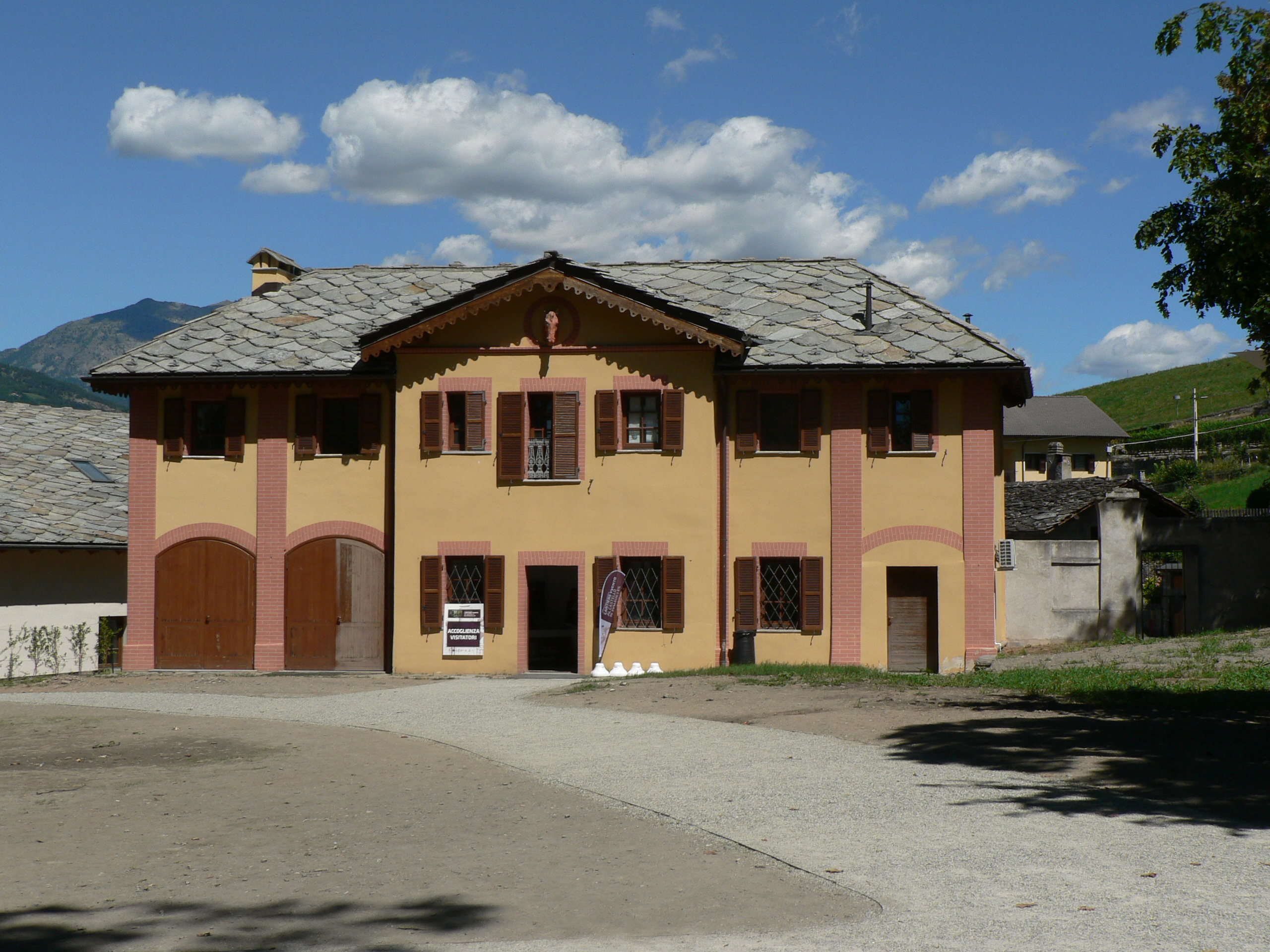
Le scuderie (grandze)